# Surco nasolabial
El surco subnasal, conocido como surco del filtrum o vomen [cita requerida], es una parte de la cara, en concreto la pequeña depresión entre el labio superior y la nariz. Está definido por las dos crestas ligeras en la piel que lo circunscriben. Su longitud y anchura son variables. Acaba inferiormente en una prolongación llamada tubérculo labial.
Investigaciones recientes han confirmado que el surco subnasal es el vestigio de la unión entre la nariz y el labio superior que existió en nuestros ancestros hace 55 millones de años[cita requerida].